# Hemigraphis novomegapolitana
Hemigraphis novomegapolitana är en akantusväxtart som först beskrevs av Gustav Lindau, och fick sitt nu gällande namn av Cornelis Eliza Bertus Bremekamp. Hemigraphis novomegapolitana ingår i släktet Hemigraphis och familjen akantusväxter. Inga underarter finns listade i Catalogue of Life.